# Zanclopera straminearia
Zanclopera straminearia là một loài bướm đêm trong họ Geometridae.